# 阿特赖
阿特赖（法語：Attray，法語發音：[atʁɛ]）是法国卢瓦雷省的一个市镇，位于该省北部偏西，属于皮蒂维耶区。

## 地理
阿特赖（48°7'20"N, 2°6'43"E）面积16.74 平方千米，位于法国中央-卢瓦尔河谷大区卢瓦雷省，该省份为法国中北部省份，北起埃松省，西北接厄尔-卢瓦省，西南接卢瓦-谢尔省，南至涅夫勒省和谢尔省，东临约讷省，东北接塞纳-马恩省。
与阿特赖接壤的市镇（或旧市镇、城区）包括：克罗特昂皮蒂沃赖、巴佐什莱加勒朗德、希约尔欧布瓦、埃斯克雷讷、皮蒂韦赖地区茹伊、马罗欧布瓦、蒙蒂尼、讷维尔欧布瓦、桑托。

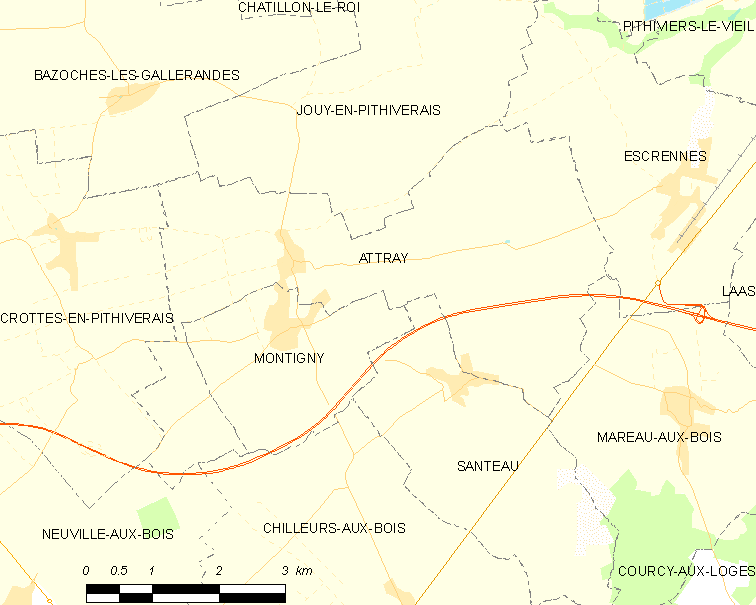
阿特赖的OSM定位图

阿特赖的时区为UTC+01:00、UTC+02:00（夏令时）。

## 行政
阿特赖的邮政编码为45170，INSEE市镇编码为45011。

## 政治
阿特赖所属的省级选区为皮蒂维耶县。

## 人口

1962-2008年间阿特赖人口变化图示

阿特赖于2022年1月1日时的人口数量为209人。